# Bunocephalus doriae
Bunocephalus doriae és una espècie de peix de la família dels aspredínids i de l'ordre dels siluriformes.

## Morfologia
- Els mascles poden assolir 8,3 cm de longitud total.[5][6]

## Alimentació
Es nodreix principalment de larves de quironòmids i d'oligoquets, a més de larves d'insectes aquàtics.

## Hàbitat
És un peix d'aigua dolça i de clima tropical.

## Distribució geogràfica
Es troba a Sud-amèrica: conques dels rius Paraguai, Paranà i Uruguai.